# Ider gol
Ider gol lub Iderijn gol (mong. Идэр гол; Идэрийн гол) – rzeka w północnej Mongolii, prawy dopływ Selengi. Liczy 452 km a powierzchnia jej dorzecza wynosi 24,6 tys. km². Średni przepływ w dolnym biegu rzeki wynosi 57 m³/s. Ustrój deszczowy. Źródła znajdują się w zachodnim Changaju. W okresie od listopada do kwietnia zamarznięta. Nieżeglowna. Na rozległych pastwiskach stepowych w dolinie rzeki prowadzi się hodowlę owiec.